# Chňapka

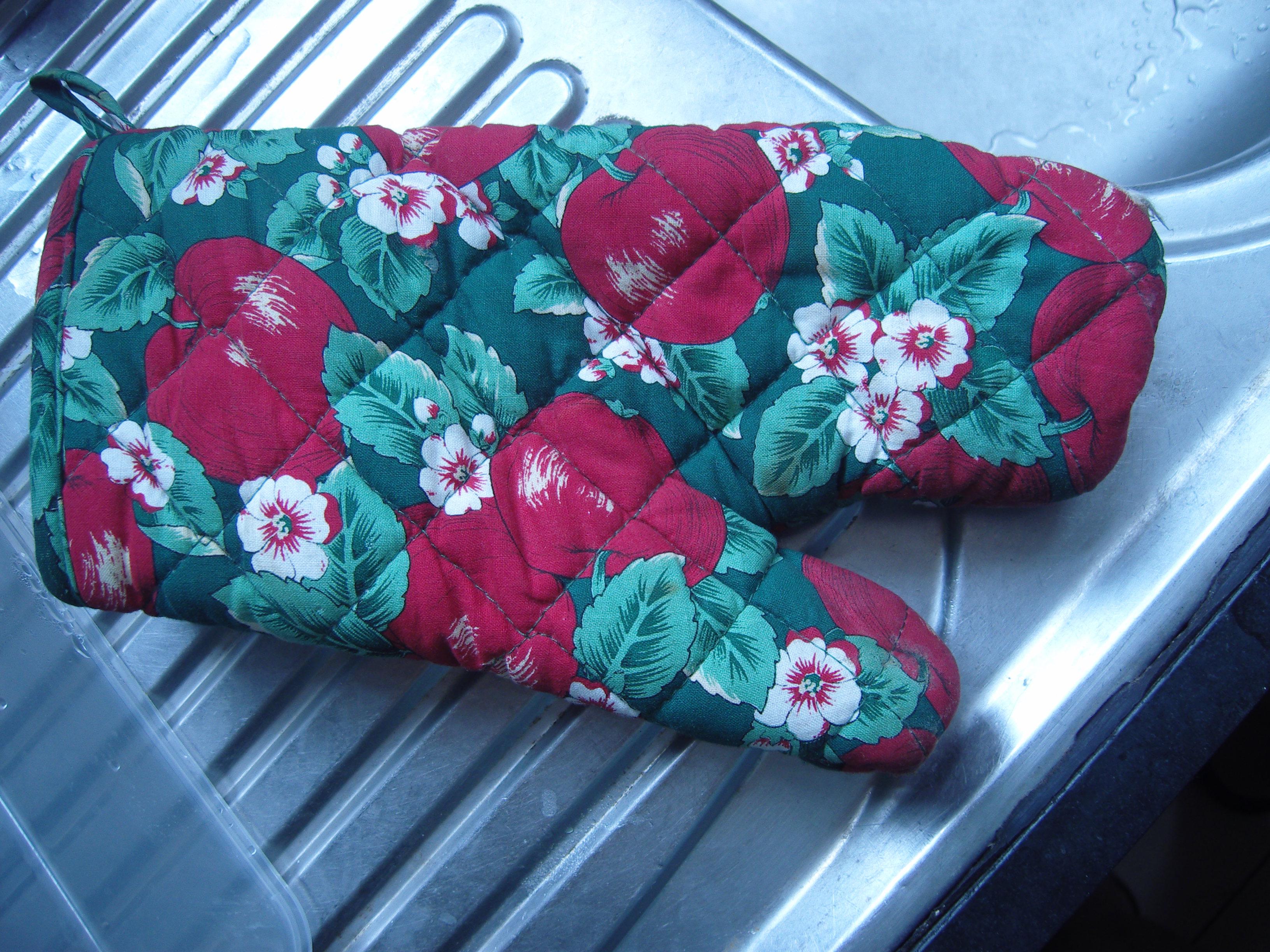
Textilní chňapka

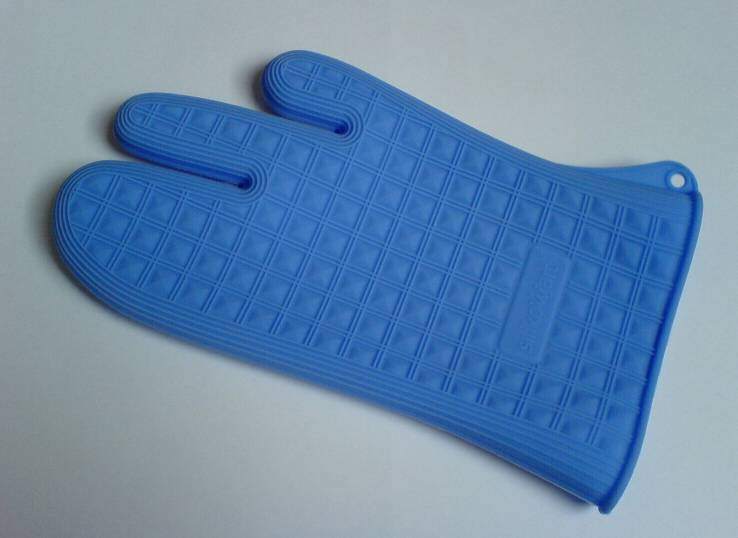
Silikonová chňapka

Chňapka je typ palcové rukavice opatřené izolační vrstvou, která se používá v kuchyni na ochranu rukou při manipulaci s horkým nádobím. Prodává se zpravidla jednotlivě a nerozlišuje se levá a pravá ruka, bývá opatřena poutkem na zavěšení nebo magnetem na přichycení ke kovovému krytu sporáku a zdobena pestrými vzory.

## Historie
Výraz chňapka v dnešním významu (kuchyňská pomůcka) se v češtině užíval již mezi světovými válkami. Spíše než rukavice se však jím rozuměla na  několikrát přeložená a prošitá tkanina, která byla takto upravena ze zbytku látky.
Původně se chňapky vyráběly z pevných textilních látek jako kanafas nebo flanel, stále více se však uplatňují vodoodpudivé materiály, například tkaniny s teflonovým povrchem. Silikonové chňapky poskytují lepší ochranu (až do teploty 260 °C) a snadno se čistí.